# Thelypteris amazonica
Thelypteris amazonica là một loài dương xỉ trong họ Thelypteridaceae. Loài này được Salino & R.S.Fern. mô tả khoa học đầu tiên năm 2011.
Danh pháp khoa học của loài này chưa được làm sáng tỏ. 